# Kenta Hori
Kenta Hori (堀 研太 Hori Kenta?), född 9 april 1999 i Kanagawa prefektur, är en japansk fotbollsspelare.
Hori började sin karriär 2018 i Yokohama F. Marinos. 2019 flyttade han till Blaublitz Akita.